# Олимп (Марс)
Планина Олимп на Марсу (лат. Olympus Mons) је највећи угашени вулкан на планети Марс, који се налази у региону Тарсис. Планина Олимп на Марсу је највиши планински врх у читавом Сунчевом систему. Назван је по планини Олимп у Грчкој на којој су по легенди обитавали олимпијски богови.
У ранијим временима, док није било сателитских снимака Марса, мјесто је било познато астрономима под именом „Сњегови (Снегови) Олимпа“ (Nix Olympica) зато што је подручје имало висок албедо при посматрању кроз телескоп. Због тога су научници претпостављали и тад да је то мјесто планина прекривена снијегом.

## Опис
Висина Олимпа је око 27 km у односу на околину планине, или 25 km у односу на средњу висину тла на Марсу. Ширина планине је око 540 km.
Ширина вулканске калдере је око 60 km, а дужина око 85 km.
Дубина калдере достиже 3 km.
Атмосферски притисак на врху Олимпа је само око 5–8% од притиска на површини Марса и износи око 600 Паскала. Чак и на овој екстремној висини, облаци угљен-диоксида се појављују, а и честице прашине.
Пошто је ширина Олимпа изузетно велика, нагиб његових страница је врло мали и на сателитским снимцима више даје утисак висоравни него планине са израженим врхом. Нагиб износи само око 2,5° у средишњем дијелу и повећава се до 5° на периферији вулкана.

## Вулканизам
Олимп је угашени вулкан, мада је досад откривена најближа ерупција (Марс Експрес сателитски подаци) била прије 2 милиона година. Дакле постоји могућност поновног активирања вулкана.
Старији слојеви на западној страни вулкана су датирани на око 115 милиона година.
Величина вулкана указује на одсуство тектонике плоча на Марсу, па је била могућа акумулација излива лаве током стотина милиона година. На Земљи се тектонске плоче помичу, уништавајући старе и стварајући нове вулкане.
Широка калдера на врху вулкана је настала приликом обрушавања врха вулкана послије повлачења лаве.

## Окружење
Олимп се налази у области Тарсис, гдје постоје и други вулкани као Арсија, Павонис и Аскреус, које такође имају огромне размјере. Та три вулкана се налазе на платоу Тарсис а Олимп се налази на падинама платоа Тарсис.
Подручје око Олимпа је неравно, са многим мањим и већим хрбатима и горама. Та околица је зато
добила име Ореол Олимпа, а простире се и до 1.000 km од самог вулкана. Настанак Ореола није
разјашњен и постоји неколико хипотеза о његовом настанку.